# Richard Hain
Richard John Francis Hain, född 13 februari 1886 i Malmö, död 5 december 1975, var en svensk företagsledare. Han var bror till Erskine och Gottfried Hain samt far till John och Mauritz Hain.
Efter studentexamen i Malmö 1904 var Hain kontorist hos G & L Beijer 1904–06, studerade i England 1906–07 och Tyskland 1908, var verksam på G & L Beijer i Stockholm 1909–14. Han var verkställande direktör i Carl Peterssons stenkols AB 1914–25 och AB Kolkompaniet i Malmö 1925–59, styrelseordförande från 1959 samt verkställande direktör i G & L Beijer AB 1959–61; därefter styrelseordförande intill 1972.
Hain var styrelseordförande i Malmö förenade stuveri AB 1931–67, i Riksbankens avdelningskontor i Malmö 1932–52 samt Malmö sparbank 1938–57, AB Malmö förenade bryggerier 1949–63, AB Skånebryggerier 1959–63, G.C. Faxe AB 1950–62, Svenska stenkolsimportörers förening 1953–55, Scandinavian Coal Importing Federation 1953–55 samt i Malmö förskönings- och planteringsförening. Han var styrelseledamot i bland annat Stockholms rederi AB Svea 1945–65 och AB Finnboda varv samt Försäkrings AB Skåne-Malmö 1940–59.